# ياسمين رحمي
ياسمين رحمي (12 سبتمبر 1994-) ممثلة مصرية تخرجت من جامعة مصر للعلوم والتكنولوجيا، وشاركت في بطولة فيلم (الليله الكبيرة) وعدد من المسلسلات التلفزيونية، منها (حنان وحنين، هاي سكول، ما تخافوش، نابليون والمحروسة، عرفة البحر). شاركت في المسرح من خلال مسرحيات أمين وشركاه  وهي أول ممثلة تقف على خشبه المسرح السعودي.

## أعمالها
- مسلسل زلزال [5]
- زلزال (مسلسل)
- مسلسل زودياك[6]

- الرحلة (مسلسل)
- إلا انا (مسلسل)
- حرب أهلية (مسلسل)
- الصياد (مسلسل)
- الوصية (مسلسل)
- خيط حرير (مسلسل)
- حلوة الدنيا سكر (مسلسل)
- نابليون والمحروسة (مسلسل)
- جمال الحريم (مسلسل)
- عابد كرمان (مسلسل)
- فيلم الليلة الكبيرة[7]
- أنا شيري دوت كوم (مسلسل)
- عائلة ميكي (فيلم)
- كلنا جيران (سيتكوم مغربي)